# El Flash (cómic)
The Flash  es una serie de cómics estadounidense en curso que presenta al superhéroe de DC Comics del mismo nombre. La serie entró en producción en el año 1959. Pero fue cancelado y revivido varias veces. A lo largo de su vida, a pesar de que hubo cuatro personajes que se pusieron el manto de Flash, la serie se centra principalmente en uno de ellos en un momento. Típicamente es cualquiera Barry Allen, el segundo Flash. (1959–1985, 2010–2020) o Wally West, el tercer Flash (1987–2006, 2007–2008, 2021–presente). La serie comenzó en el número 105, la razón detrás de esto se debió a la serie de antología previamente establecida Flash Comics con Jay Garrick como el primer Flash.
A pesar de que Flash como personaje es considerado uno de los personaje más conocido de DC (y de la industria del cómic en general). 
La serie en sí ha sido cancelada y revivido. El primer volumen, protagonizado por Barry Allen, fue cancelado en el #350. La razón principal de esta decisión fue la muerte de Barry en el evento Crisis on Infinite Earths. Una nueva serie comenzó en junio del año 1987 y el recuento de problemas se restableció al #1. Esto significa que Wally West reemplazaría a Barry Allen como el nuevo Flash. El segundo volumen se canceló brevemente en el año 2006 en el #230 a raíz del evento Infinite Crisis. El evento similar a su predecesor presentó a Flash desapareciendo y siendo reemplazado por un nuevo personaje, este es Bart Allen. Sin embargo, esta vez fue Wally West a Bart Allen como apuesto a Barry Allen a Wally West. La serie relanzada titulada The Flash: The Fastest Man Alive pronto fue lanzada. Poco después, en 2009, se canceló The Flash: The Fastest Man Alive y The Flash reanudó la publicación desde el #231 con Wally como Flash una vez más; sin embargo, este volumen finalmente se canceló de forma permanente en el ano de 2008 en el #247. Y aparentemente así fue la serie, sin embargo, este no fue el caso.
Inmediatamente después de la resurrección de Barry Allen en el evento Final Crisis, volvió a su papel como Flash principal en The Flash: Rebirth, el tercer volumen comenzó en el año 2010, Barry Allen volvió al papel titular. Sin embargo, este volumen finalmente se canceló en el período previo a la miniserie Flashpoint, que a su vez condujo al reinicio de continuidad  The New 52 . Posteriormente se lanzó un cuarto volumen en el año 2011, como parte de la nueva continuidad, con Barry Allen como el único Flash; este volumen finalmente concluyó en el año 2016. Poco después se lanzó un quinto volumen como parte del relanzamiento de toda la línea DC Rebirth. En el año 2020, se modificó la numeración de la serie al sumar todos los números de The Flash de cada volumen, esto sumó #750. Como parte del relanzamiento de DC's Infinite Frontier, comenzó una nueva línea de The Flash, esta línea comenzó con el #768, con Wally West regresando como su protagonista principal.

## Historial de publicaciones

### Volumen 1 (1959-1985)
El volumen 1 protagonizó a Barry Allen como Flash y la serie asumió la numeración de Flash Comics original con el número 105 (marzo de 1959) escrito por John Broome y dibujado por Carmine Infantino . El historiador de cómics Les Daniels señaló que " The Flash " era una versión simplificada y modernizada de mucho de lo que había sucedido antes, pero hecha con tanto cuidado y estilo que el personaje parecía nuevo para una nueva generación de fanáticos. La colaboración de Broome e Infantino vio la introducción de varios supervillanos, muchos de los cuales se convirtieron en parte de los Rogues . The Mirror Master apareció por primera vez en el número 105 y el siguiente número vio el debut de Gorilla Grodd and the Pied Piper . El Capitán Boomerang desafió por primera vez a Flash en el número 117 (diciembre de 1960) y el villano del siglo 64, Abra Kadabra, se presentó en el número 128 (mayo de 1962). Otro villano del futuro, el profesor Zoom, apareció por primera vez en el número 139 (septiembre de 1963).
Kid Flash y Elongated Man se presentaron respectivamente en los libros 1#10 y #112 como aliados de Flash. Uno de los números más notables de esta era fue el número 123 (septiembre de 1961), que presentaba la historia titulada " Flash of Two Worlds ". En él, Allen se encuentra con su inspiración Jay Garrick, después de ser transportado accidentalmente a un universo paralelo donde existió Garrick. En esta continuidad anterior, Garrick y los otros personajes de la Edad de Oro solo existían como personajes de cómics en el universo compartido principal. Esto generó un nuevo concepto en la etapa formativa de lo que se convertiría en el Universo DC y dio origen a la conceptualización actual que lo presenta como un multiverso .
Barry Allen se casó con su antiguo interés amoroso Iris West en el número 165 (noviembre de 1966). El último número de Infantino fue el #174 (noviembre de 1967) y el siguiente número vio a Ross Andru convertirse en el nuevo artista de la serie y presentar la segunda carrera entre Flash y Superman, dos personajes conocidos por sus poderes de súper velocidad.
La serie presentó historias de metaficción con creadores de cómics que aparecen en las aventuras de Flash, como "Flash - Fact Or Fiction" en el número 179 en el que Flash se encuentra en " Earth Prime ". Se pone en contacto con "el único hombre en la Tierra que podría creer su fantástica historia y darle el dinero que necesita". El editor de esa revista de cómics Flash !" Julius Schwartz ayuda a Flash a construir una cinta de correr cósmica para que pueda regresar a casa. Varios años después, el veterano escritor de la serie, Cary Bates, se incorporó a la historia en el número 228. Cuatro meses después de la cancelación de su propio título, Green Lantern comenzó una función de respaldo en The Flash #217 (agosto-septiembre de 1972) y apareció en la mayoría de los números hasta The Flash #246 (enero de 1977) hasta que revivió su propia serie en solitario . Schwartz, que había editado el título desde 1959, dejó la serie a partir del número 269 (enero de 1979). 
Bates escribió The Flash #275 (julio de 1979) en el que la esposa del personaje principal, Iris West Allen, fue asesinada. Don Heck se convirtió en el artista de la serie con el número 280 (diciembre de 1979) y la dibujó hasta el número 295 (marzo de 1981). The Flash #300 (agosto de 1981) estaba en formato Dollar Comics y presentaba una historia de Bates e Infantino. Doctor Fate apareció en una serie de historias de respaldo en The Flash desde el #306 (febrero de 1982) al #313 (septiembre de 1982) escritas por Martin Pasko y Steve Gerber y dibujadas por Keith Giffen. Se produjo una importante reorganización en el título a mediados de la década de 1980. Flash mata sin darse cuenta al asesino de su esposa, Reverse-Flash, en The Flash #324 (agosto de 1983). Esto condujo a una historia extendida titulada "El juicio de Flash" en la que el héroe debe enfrentar las repercusiones de sus acciones. Bates se convirtió en editor y escritor del título The Flash durante este tiempo y lo supervisó hasta su cancelación en 1985.  "The Trial of the Flash" se recopiló en un volumen de la serie Showcase Presents en 2011.
Poco antes de la muerte de Barry Allen en Crisis on Infinite Earths, la serie fue cancelada con el número 350 (octubre de 1985). En el número final de Crisis on Infinite Earths, Wally West, anteriormente conocido como el compañero de Allen, Kid Flash, declaró su intención de tomar el manto de su tío como Flash.

### Volumen 2 (1987–2006, 2007–2008)
Con Wally West como el personaje principal, el segundo volumen fue lanzado por el escritor Mike Baron y el artista Jackson Guice en junio de 1987. El segundo volumen originalmente iba en una dirección diferente a la serie protagonizada por Barry Allen al convertir a Wally West en una figura pública sin identidad secreta, además de hacerlo más defectuoso: este Flash no podía mantener constantemente su supervelocidad debido a su hipermetabolismo . y consumiría cantidades gigantescas de alimentos para continuar operando a la máxima velocidad. Esta limitación metabólica continuaría más tarde en el personaje de Barry Allen para la breve serie de televisión The Flash transmitida en 1990–91, así como en la serie The Flash que debutó en 2014, aunque en menor grado.
A partir del número 15 (agosto de 1988), el escritor William Messner-Loebs y el artista Greg LaRocque se hicieron cargo de la serie. El nuevo equipo creativo introdujo muchos aspectos en la serie que se convertirían en los pilares del personaje Wally West, incluida la invención de su interés amoroso y futura esposa Linda Park, su mudanza de Nueva York a la ciudad natal de Jay Garrick, Keystone City, y la reintroducción de Pied Piper ( un antiguo enemigo de Barry Allen) como un aliado cuya influencia positiva ayuda a Wally a ser más responsable y altruista. El número 53 (agosto de 1991), en el que se revela que el flautista de Hamelín es gay, ganó el premio inaugural GLAAD Media Award como cómic destacado en 1992. Messner-Loebs dejó el título en el número 61 (abril de 1992).
Mark Waid comenzó su mandato en el título con el número 62 (mayo de 1992); LaRocque dejó el título con el número 79 (agosto de 1993) y fue reemplazado por Mike Wieringo . Para ayudar a sacar a Wally de las sombras de Barry y Jay, Waid lo hizo mucho más poderoso que cualquiera de sus predecesores al introducir una fuente de energía extradimensional conocida como "Speed Force", a través de la cual podía canalizar energía casi ilimitada; Speed Force se ha convertido desde entonces en una piedra angular de la mitología de Flash. También se hizo más hincapié en el legado de los velocistas a lo largo de la historia de DC: Jay Garrick se reintrodujo como personaje secundario en el número 73 (febrero de 1993); El ex personaje de Quality Comics, Quicksilver, se reinventó como el personaje mentor mayor Max Mercury en el número 76 (mayo de 1993); El futuro nieto de Barry Allen, Bart Allen, que pronto se convertiría en el héroe velocista Impulse, se presentó en el número 92 (julio de 1994). Brian Augustyn se convirtió en coguionista con Waid desde el número 118 (octubre de 1996) hasta el final de su mandato. Durante un período de un año, en los números 130-141 (octubre de 1997 - septiembre de 1998), Waid y Augustyn se alejaron de la serie y fueron reemplazados por los coguionistas Mark Millar y Grant Morrison . Wally West se casó con Linda Park en el número 159 (abril de 2000), el último número regular de Waid y Augustyn sobre el título.
Cuando el escritor Geoff Johns subió a bordo con el número 164 (septiembre de 2000), reenfocó al personaje en algunos aspectos de los cuentos protagonizados por Barry Allen de la Edad de Plata de los cómics al enfocarse más en los Rogues, algunos de los cuales eran nuevas encarnaciones de lo antiguo. personajes y dedicando números individuales a construir su psicología. Johns creó Zoom, el tercero de los Reverse-Flashes . También desarrolló el carácter ambiental de Keystone City en un intento de hacerla única en comparación con otras ciudades ficticias de DC como Metrópolis o Gotham City, al mismo tiempo que reintroducía la ciudad natal de Barry, Central City, y Wally dividía su tiempo cerca de- por igual entre los dos lugares. Después del número 200 (septiembre de 2003), se restauró la identidad secreta de Wally. Johns terminó su carrera con el número 225 (octubre de 2005).
A raíz de la desaparición de Wally West en Infinite Crisis, DC canceló The Flash (vol. 2) con el número 230 (marzo de 2006) a favor de una nueva serie lanzada como parte del evento " One Year Later ", protagonizada por Bart Allen como el flash. La nueva serie, titulada The Flash: The Fastest Man Alive, publicó solo 13 números y terminó con la muerte de Bart. The Flash (vol. 2) se reanudó con el número 231 (octubre de 2007), con el regreso de Wally West como Flash; Los hijos de Wally y Linda, Iris y Jai, ambos velocistas, se convirtieron en personajes secundarios importantes. Mark Waid regresó como escritor, pero se fue después de seis números, después de lo cual la serie incorporó nuevos escritores para cada nuevo arco argumental. La serie fue cancelada nuevamente en el número 247 a fines de 2008 con el regreso de Barry Allen en la serie de eventos Final Crisis .

### Volumen 3 (2010-2011)
A partir de Final Crisis, el escritor Geoff Johns y el artista Ethan Van Sciver crearon The Flash: Rebirth, una miniserie de 6 números que devuelve a Barry Allen a un papel principal en el Universo DC como el Flash principal. Barry Allen también es un personaje integral en el evento cruzado Blackest Night, y tuvo una serie limitada homónima vinculada al evento principal. En 2010, DC Comics anunció que después de la finalización de The Flash: Rebirth y Blackest Night, Geoff Johns volvería a escribir una nueva serie de Flash con el artista Francis Manapul . En enero de 2010, DC Comics anunció que el arco de apertura de la serie se lanzaría bajo el lema de Brightest Day, una historia posterior al crossover "Blackest Night". En abril de 2010, DC lanzó The Flash: Secret Files and Origins 2010 one-shot, preparando el escenario para el statu quo de la nueva serie. Fue seguido una semana después con el lanzamiento de The Flash (vol. 3) #1. El 1 de junio de 2011, se anunció que todas las series que tuvieran lugar dentro del Universo DC compartido serían canceladas o relanzadas con nuevos números #1, luego de que se creara una nueva continuidad a raíz del evento Flashpoint . The Flash no fue una excepción, y el primer número de la nueva serie se lanzó en septiembre de 2011.

### Volumen 4 (2011-2016)
En septiembre de 2011, The New 52 reinició la continuidad de DC. En esta nueva línea de tiempo, DC Comics relanzó The Flash con el número 1, con la escritura y el arte a cargo de Francis Manapul y Brian Buccellato. Al igual que con todos los títulos asociados con el relanzamiento de DC, Barry Allen parece tener unos cinco años menos que la encarnación anterior del personaje. Los superhéroes en general han aparecido solo en los últimos cinco años y, en el mejor de los casos, son vistos con sospecha y, en el peor, con total hostilidad. En esta nueva continuidad, el matrimonio de Barry con Iris West nunca tuvo lugar y, en cambio, está en una relación con su compañera de trabajo Patty Spivot . En esta nueva serie, Flash se adentra más en Speed Force, mejorando sus habilidades mentales mientras intenta obtener una comprensión completa de sus poderes, sobre los cuales aún no ejerce un control total.
Como se reveló en el número 0 de esta serie, el padre de Barry Allen fue encarcelado por el asesinato de su madre. Si bien la evidencia parece indicar la culpabilidad de su padre, Barry hace que probar la inocencia de su padre sea una prioridad. El asesinato ocurrió poco después de que Barry regresara victorioso de un concurso de ortografía de la escuela, y Barry colocó el trofeo que ganó en la tumba de su madre en su memoria. Barry también es parte del elenco principal de la serie relanzada de la Liga de la Justicia, haciendo su debut en el segundo número de la serie.
Los escritores Robert Venditti y Van Jensen y el artista Brett Booth se convirtieron en el nuevo equipo creativo de The Flash a partir del número 30 (junio de 2014). Esta carrera presentó la encarnación New 52 de Wally West como un niño de doce años con problemas, y lo presentó por primera vez adquiriendo poderes de súper velocidad; también reintrodujo el Reverse-Flash original, Eobard Thawne, en la nueva continuidad. Este volumen de The Flash concluyó con el número 52 (julio de 2016).

### Volumen 5 (2016-2020)
El quinto volumen de The Flash fue escrito en su totalidad por Joshua Williamson . Como parte del relanzamiento de toda la línea DC Rebirth, la carrera de Williamson comenzó con el one-shot The Flash: Rebirth (vol. 2) #1 (agosto de 2016) y continuó desde The Flash (vol. 5) #1 (agosto de 2016) en un horario bimensual. Este volumen fue protagonizado por Barry Allen, que se trasladó del volumen New 52, pero también contó con varios otros velocistas como personajes secundarios. Entre ellos estaba la encarnación original de Wally West, quien se reveló que se perdió en Speed Force y se borró de la memoria de todos; la encarnación de New 52, a partir de entonces conocida como Wallace West, fue reconfigurada para ser un personaje separado y obtuvo una identidad de superhéroe como el nuevo Kid Flash. Otros nuevos personajes velocistas presentados en este volumen incluyeron al nuevo antagonista Godspeed y Avery Ho como Flash of China.
Este volumen de The Flash se cruzó dos veces con Batman . El evento cruzado " The Button ", central en la historia general de DC Rebirth y que prepara la miniserie de eventos Doomsday Clock, se publicó en los números 21 y 22 (junio-julio de 2017). El arco de la historia "The Price", un vínculo con el cómic de eventos Heroes in Crisis, se publicó en los números 64 y 65 (abril de 2019).
El número 88 (abril de 2020) fue técnicamente el número final de este volumen, ya que luego se restableció la numeración en The Flash para sumar todos los recuentos de números de los volúmenes 1 a 5. Sin embargo, la carrera de Joshua Williamson en la serie continuó bajo la nueva numeración.

### Volumen 1 restaurado (2020-2023)
La numeración original de The Flash comenzó con un número de celebración de gran tamaño #750 (mayo de 2020). Sin embargo, la serie continuó sin interrupciones desde donde la había dejado el volumen 5. Joshua Williamson fue, en última instancia, el escritor con más años de servicio en un t ítulo determinado desde el comienzo de DC Rebirth, y concluyó su serie de 101 números regulares sobre el título con el #762 (septiembre de 2020). A esto le siguió un arco narrativo de cuatro números escrito por Kevin Shinick y una entrega de un número del evento cruzado "Endless Winter".
Como parte del relanzamiento de toda la línea Infinite Frontier, Jeremy Adams comenzó como el actual escritor en curso en The Flash con el número 768. Tras la partida de Barry Allen para unirse al equipo multiversal Justice Incarnate, Wally West retoma su papel como el Flash principal de la serie.

### Volumen 6 (2023-presente)
En marzo de 2023, se anunció que The Flash se lanzaría como parte de la iniciativa Dawn of DC con el número 1, sin embargo, mantendría el número heredado del número 801. La nueva carrera sería escrita por Si Spurrier junto con el artista Mike Deodato.

## Ediciones recopiladas

### Los Archivos Flash
| Título                   | Material recogido                                                     | Páginas | Fecha de publicación | ISBN   |
| ------------------------ | --------------------------------------------------------------------- | ------- | -------------------- | ------ |
| Archivos Flash Volumen 1 | Flash Comics #104, Showcase #4, #8, #13–14, The Flash vol. 1 #105–108 | 224     | 12 de junio de 1996  | [ 40 ] |
| Archivos Flash Volumen 2 | El Flash vol. 1 #109–116                                              | 224     | 22 de marzo de 2000  | [ 41 ] |
| Archivos Flash Volumen 3 | El Flash vol. 1 #117–124                                              | 224     | 30 de enero de 2002  | [ 42 ] |
| Archivos Flash Volumen 4 | El Flash vol. 1 #125–132                                              | 216     | 26 de abril de 2006  | [ 43 ] |
| Archivos Flash Volumen 5 | El Flash vol. 1 #133–141                                              | 248     | 25 de marzo de 2009  | [ 44 ] |
| Archivos Flash Volumen 6 | El Flash vol. 1 #142–150                                              | 240     | 1 de agosto de 2012  | [ 45 ] |

### Los crónicas de El Flash
| Título                   | Material recogido                              | Páginas | Fecha de publicación     | ISBN   |
| ------------------------ | ---------------------------------------------- | ------- | ------------------------ | ------ |
| Flash Crónicas Volumen 1 | Vitrina #4, 8, 13–14, El Flash vol. 1 #105–106 | 160     | 23 de septiembre de 2009 | [ 46 ] |
| Flash Crónicas Volumen 2 | El Flash vol. 1 #107–112                       | 160     | 29 de septiembre de 2010 | [ 47 ] |
| Flash Crónicas Volumen 3 | El Flash vol. 1 #113–118                       | 160     | 8 de agosto de 2012      | [ 48 ] |
| Flash Crónicas Volumen 4 | El Flash vol. 1 #119–124                       | 160     | 10 de abril de 2013      | [ 49 ] |

### Escaparate Presenta: The Flash
| Título                                  | Material Recogido                                                   | Páginas | Fecha de publicación | ISBN              |
| --------------------------------------- | ------------------------------------------------------------------- | ------- | -------------------- | ----------------- |
| Escaparate Presenta: El Flash Volumen 1 | Flash Comics #104, Showcase #4, 8, 13–14, The Flash vol. 1 #105–119 | 512     | 16 de mayo de 2007   | 1-4012-1327-8     |
| Escaparate Presenta: El Flash Volumen 2 | El Flash vol. 1 #120–140                                            | 552     | 18 de junio de 2008  | 1-4012-1805-9     |
| Escaparate Presenta: El Flash Volumen 3 | El Flash vol. 1 #141–161                                            | 520     | 12 de agosto de 2009 | 978-1-4012-2297-0 |
| Escaparate Presenta: El Flash Volumen 4 | El Flash vol. 1 #162–184                                            | 528     |                      | 1-4012-3679-0     |
| Escaparate Presenta: La Prueba de Flash | El Flash vol. 1 #323–327, 329–336, 340–350                          | 592     |                      | 1-4012-3182-9     |

### El Flash Vol. 1 (1959–1985)
| Título                                                   | Material recogido                                                      | Páginas | Fecha de publicación    | ISBN   |
| -------------------------------------------------------- | ---------------------------------------------------------------------- | ------- | ----------------------- | ------ |
| El flash: la edad de plata vol. 1                        | Vitrina #4, 8, 13–14, The Flash vol. 1 #105–116                        | 424     |                         |        |
| El flash: la edad de plata vol. 2                        | El Flash vol. 1 #117–132                                               | 424     |                         |        |
| El flash: la edad de plata vol. 3                        | El Flash vol. 1 #133–147                                               | 400     |                         |        |
| El flash: la edad de plata vol. 4                        | El Flash vol. 1 #148–163                                               | 384     |                         |        |
| El ómnibus flash vol. 1                                  | Flash Comics #104, Showcase #4, 8, 13–14, The Flash vol. 1 #105–132    | 864     |                         | [ 55 ] |
| El flash: el ómnibus de la edad de plata vol. 1          | Vitrina #4, 8, 13–14, The Flash vol. 1 #105–132                        | 864     |                         |        |
| El flash: el ómnibus de la edad de plata vol. 2          | El Flash vol. 1 #133–163                                               | 784     | 2017 de enero de 17     |        |
| El flash: el ómnibus de la edad de plata vol. 3          | El Flash vol. 1 #164–199                                               | 800     | 2018 de julio de 24     |        |
| Flash contra los pícaros                                 | Escaparate #8, The Flash vol. 1 #105–106, 110, 113, 117, 122, 140, 155 | 144     | 2009 de noviembre de 25 |        |
| Biblioteca de clásicos de DC Comics: Flash de dos mundos | El flash vol. 1 #123, 129, 137, 151, 170, 173                          | 160     | 2009 de agosto de 5     |        |
| Destello de dos mundos: Edición de lujo                  | El flash vol. 1 #123, 129, 137, 151, 170, 173                          | 160     | 2020 de marzo de 3      |        |
| Flash: La muerte de Iris West                            | El Flash vol. 1 #270–284                                               | 280     | 2021 de junio de 1      |        |

### El Flash Vol. 2 (1987–2006) Old Editions
| Título                           | Material recogido                                                                    | Páginas | Fecha de publicación     | ISBN   |
| -------------------------------- | ------------------------------------------------------------------------------------ | ------- | ------------------------ | ------ |
| Flash: nacido para correr        | El flash vol. 2 #62–65, Anual #8, Gigante de 80 páginas #1, Speed Force #1           | 128     | 1999 de mayo de 12       | [ 56 ] |
| Flash: El regreso de Barry Allen | El flash vol. 2 #72–78                                                               | 178     | 1996 de junio de 5       |        |
| El flash: velocidad terminal     | El flash vol. 2 #0, 95–100                                                           | 186     | 1995 de septiembre de 26 |        |
| El flash: Calor muerto           | El flash vol. 2 #108–111 & Impulso #10,11                                            | 144     | 2000 de julio de 6       |        |
| Flash: carrera contra el tiempo  | El flash vol. 2 #112–118                                                             | 168     | 2001 de junio de 13      |        |
| Flash: parada de emergencia      | El flash vol. 2 #130–135                                                             | 144     | 2009 de enero de 21      | [ 57 ] |
| Flash: la raza humana            | El flash vol. 2 #136–141 y Secret Origins vol. 2 #50                                 | 160     | 2009 de junio de 10      | [ 58 ] |
| Flash: el país de las maravillas | El flash vol. 2 #164–169                                                             | 144     | 2007 de octubre de 31    | [ 59 ] |
| Flash: La sangre correrá         | El flash vol. 2 #170–176, The Flash: Iron Heights, Los archivos secretos de Flash #3 | 240     | 2002 de marzo de 13      | [ 60 ] |
| El flash: pícaros                | El flash vol. 2 #177–182                                                             | 144     | 2003 de enero de 29      | [ 61 ] |
| Flash: fuego cruzado             | El flash vol. 2 #183–191                                                             | 224     | 2004 de febrero de 11    |        |
| El flash: bombardeo              | El flash vol. 2 #192–200                                                             | 224     | 2004 de julio de 8       |        |
| El flash: encendido              | El flash vol. 2 #201–206                                                             | 144     | 2005 de febrero de 9     |        |
| Flash: El secreto de Barry Allen | El flash vol. 2 #207–211, #213–217                                                   | 240     | 2005 de julio de 20      |        |
| Flash: guerra rebelde            | El flash vol. 2 #212, #218, #220–225                                                 | 208     | 2006 de enero de 18      |        |

### El flashvol. 2 (1987–2006) Ediciones antiguas
| Título                                     | Material recogido | Páginas | Fecha de publicación    | ISBN   |
| ------------------------------------------ | --- | ------- | ----------------------- | ------ |
| Flash: velocidad salvaje                   | El flash vol. 2 #1–18, anual #1 | 480     | 2020 de septiembre de 1 |        |
| Flash de Mark Waid Libro Uno               | El flash vol. 2 #62–68, anual #4–5, especial flash #1 | 368     | 2016 de diciembre de 7  |        |
| Flash de Mark Waid Libro Dos               | El flash vol. 2 #69–79, Anual #6, Green Lantern vol. 3 #30–31, 40                                                                                         | 432     | 2017 de abril de 26     |        |
| Flash de Mark Waid Libro Tres              | El flash vol. 2 #80–94 | 368     | 2017 de octubre de 11   |        |
| The Flash de Mark Waid Libro Cuatro        | El flash vol. 2 #0, #95–105, anual #8 | 368     | 2018 de abril de 4      |        |
| Flash de Mark Waid Libro Cinco             | El flash vol. 2 #106–118, Impulso #10–11 | 368     | 2018 de octubre de 17   |        |
| Flash de Mark Waid Libro Seis              | El flash vol. 2 # 119–129, Green Lantern y The Flash: Faster Friends, Flash Plus Nightwing # 1; material de Showcase '96 #12, DC Universe Holiday Bash #1 | 440     | 2019 de mayo de 29      |        |
| Flash de Grant Morrison y Mark Millar      | El flash vol. 2 #130–141, Linterna Verde vol. 3 #96, flecha verde vol. 2 #130; material de The Flash 80-Page Giant #1, JLA Secret Files #1                | 334     | 2016 de abril de 20     |        |
| Flash de Mark Waid Libro Siete             | El flash vol. 2 #142–150, #1000000, La historia de la vida de Flash ; material de The Flash Secret Files #1, Speed Force #1, The Flash 80-Page Giant #1   | 448     | 2020 de mayo de 19      |        |
| Flash de Mark Waid Libro Ocho              | El flash vol. 2 #151–163, Anual #12, Los archivos secretos de Flash #2                                                                                    | 400     | 2021 de junio de 30     |        |
| Flash de Geoff Johns Libro Uno             | El flash vol. 2 #164–176, Flash: Alturas de hierro #1 | 368     | 2015 de noviembre de 25 |        |
| Flash de Geoff Johns Libro Dos             | El flash vol. 2 #177–188, The Flash: Our Worlds at War #1, The Flash Secret Files #3 y DC First: Flash/Superman #1                                        | 408     | 2016 de mayo de 18      |        |
| Flash de Geoff Johns Libro Tres            | El flash vol. 2 #189–200 | 350     | 2016 de octubre de 26   |        |
| Flash de Geoff Johns Libro Cuatro          | El flash vol. 2 #201–213 | 320     | 2017 de noviembre de 29 |        |
| Flash de Geoff Johns Libro Cinco           | El flash vol. 2 #214–225, #1/2, Mujer Maravilla vol. 2 #214                                                                                               | 336     | 2018 de julio de 10     |        |
| The Flash Omnibus de Geoff Johns Volumen 1 | El flash vol. 2 #164–176, The Flash: Our Worlds at War #1, The Flash: Iron Heights, The Flash Secret Files #3                                             | 448     | 2011 de mayo de 18      | [ 62 ] |
| The Flash Omnibus de Geoff Johns Volumen 2 | El flash vol. 2 #177–200, primero de DC: Flash/Superman #1                                                                                                | 648     | 2012 de abril de 4      | [ 63 ] |
| The Flash Omnibus de Geoff Johns Volumen 3 | El flash vol. 2 # 201–225, Mujer Maravilla vol.2 # 214 | 656     | 2012 de septiembre de 5 | [ 64 ] |

### El Flashvol. 2 (1987-2006)
| Título                                    | Material recogido | Páginas | Fecha de publicación    | ISBN              |
| ----------------------------------------- | --- | ------- | ----------------------- | ----------------- |
| The Flash: Savage Velocity                | The Flash vol. 2 #1–18, Annual #1 | 480     | 2020 de septiembre de 1 | 978-1401299576    |
| The Flash by Mark Waid Book One           | The Flash vol. 2 #62–68, Annual #4–5, Flash Special #1 | 368     | 2016 de diciembre de 7  | 978-1401267353    |
| The Flash by Mark Waid Book Two           | The Flash vol. 2 #69–79, Annual #6, Green Lantern vol. 3 #30–31, 40                                                                                          | 432     | 2017 de abril de 26     | 978-1401268442    |
| The Flash by Mark Waid Book Three         | The Flash vol. 2 #80–94 | 368     | 2017 de octubre de 11   | 978-1401273927    |
| The Flash by Mark Waid Book Four          | The Flash vol. 2 #0, #95–105, Annual #8 | 368     | 2018 de abril de 4      | 978-1401278212    |
| The Flash by Mark Waid Book Five          | The Flash vol. 2 #106–118, Impulse #10–11 | 368     | 2018 de octubre de 17   | 978-1401284602    |
| The Flash by Mark Waid Book Six           | The Flash vol. 2 #119–129, Green Lantern and The Flash: Faster Friends, Flash Plus Nightwing #1; material from Showcase '96 #12, DC Universe Holiday Bash #1 | 440     | 2019 de mayo de 29      | 978-1401293802    |
| The Flash by Grant Morrison & Mark Millar | The Flash vol. 2 #130–141, Green Lantern vol. 3 #96, Green Arrow vol. 2 #130; material from The Flash 80-Page Giant #1, JLA Secret Files #1                  | 334     | 2016 de abril de 20     | 978-1-4012-6102-3 |
| The Flash by Mark Waid Book Seven         | The Flash vol. 2 #142–150, #1000000, The Life Story of the Flash; material from The Flash Secret Files #1, Speed Force #1, The Flash 80-Page Giant #1        | 448     | 2020 de mayo de 19      | 978-1779500199    |
| The Flash by Mark Waid Book Eight         | The Flash vol. 2 #151–163, Annual #12, The Flash Secret Files #2                                                                                             | 400     | 2021 de junio de 30     | 978-1779510105    |
| The Flash By Geoff Johns Book One         | The Flash vol. 2 #164–176, The Flash: Iron Heights #1 | 368     | 2015 de noviembre de 25 | 978-1401258733    |
| The Flash By Geoff Johns Book Two         | The Flash vol. 2 #177–188, The Flash: Our Worlds at War #1, The Flash Secret Files #3, and DC First: Flash/Superman #1                                       | 408     | 2016 de mayo de 18      | 978-1401261016    |
| The Flash By Geoff Johns Book Three       | The Flash vol. 2 #189–200 | 350     | 2016 de octubre de 26   | 978-1401264987    |
| The Flash By Geoff Johns Book Four        | The Flash vol. 2 #201–213 | 320     | 2017 de noviembre de 29 | 978-1401273651    |
| The Flash By Geoff Johns Book Five        | The Flash vol. 2 #214–225, #1/2, Wonder Woman vol. 2 #214 | 336     | 2018 de julio de 10     | 978-1401281076    |
| The Flash Omnibus by Geoff Johns Volume 1 | The Flash vol. 2 #164–176, The Flash: Our Worlds at War #1, The Flash: Iron Heights, The Flash Secret Files #3                                               | 448     | 2011 de mayo de 18      | 978-1401230685    |
| The Flash Omnibus by Geoff Johns Volume 2 | The Flash vol. 2 #177–200, DC First: Flash/Superman #1 | 648     | 2012 de abril de 4      | 978-1401233914    |
| The Flash Omnibus by Geoff Johns Volume 3 | The Flash vol. 2 #201–225, Wonder Woman vol.2 #214 | 656     | 2012 de septiembre de 5 | 978-1401237172    |

### Flash: el hombre vivo más rápido(2007-2008)
| Título                 | Material recogido        | Páginas | Fecha de publicación | ISBN |
| ---------------------- | ------------------------ | ------- | -------------------- | ---- |
| Flash: el lejano oeste | El flash vol. 2 #231–237 | 160     | 2008 de agosto de 6  |      |

### El flashvol. 2 continuación (2007-2008)
| Título                                             | Material recogido                                                                           | Páginas | Fecha de publicación                                                     | ISBN                                                   |
| -------------------------------------------------- | ------------------------------------------------------------------------------------------- | ------- | ------------------------------------------------------------------------ | ------------------------------------------------------ |
| Flash: Renacimiento                                | Flash: Renacimiento #1–6                                                                    | 168     | Tapa dura: 2010 de mayo de 3 Tapa blanda: 2011 de abril de 27            | De tapa dura:978-1401225681 Tapa blanda:978-1401230012 |
| El flash vol. 1: La cobarde muerte de los pícaros  | El flash vol. 3 #1–8, Los archivos secretos de Flash 2010                                   | 228     | Tapa dura: 2011 de febrero de 9 Tapa blanda: 2012 de enero de 11         | De tapa dura:978-1401229702 Tapa blanda:978-1401231958 |
| El flash vol. 2: El camino al punto de inflamación | El flash vol. 3 #9–12                                                                       | 128     | Tapa dura: 2011 de noviembre de 16 Tapa blanda: 2012 de septiembre de 26 | De tapa dura:978-1401232795 Tapa blanda:978-1401234485 |
| Flash de Geoff Johns Libro Seis                    | Final Crisis: Rogues' Revenge #1–3, The Flash: Rebirth #1–6, Blackest Night: The Flash #1–3 | 384     | 2019 de agosto de 27                                                     |                                                        |

### El flashvol. 3 (2010-2011)
| # | Título  | Material recogido    | Páginas | Fecha de publicación | ISBN |
| - | ------- | -------------------- | ------- | -------------------- | ---- |
| 1 | Avanzar | El flash vol. 4 #1–8 | 192     | 2013 de agosto de 20 |      |

### Nuevo 52
| #                                             | Título                                        | Material recogido                                                                       | Página       | Fecha de publicación     | ISBN           |
| Pasta blanda                                  | Pasta blanda                                  | Pasta blanda                                                                            | Pasta blanda | Pasta blanda             | Pasta blanda   |
| --------------------------------------------- | --------------------------------------------- | --------------------------------------------------------------------------------------- | ------------ | ------------------------ | -------------- |
| 1                                             | Lightning Strikes Twice                       | The Flash: Rebirth #1, The Flash vol. 5 #1–8                                            | 216          | 2017 de enero de 24      | 978-1401267841 |
| 2                                             | Speed of Darkness                             | The Flash vol. 5 #9–13                                                                  | 128          | 2017 de mayo de 23       | 978-1401268930 |
| 3                                             | Rogues Reloaded                               | The Flash vol. 5 #14–20                                                                 | 168          | 2017 de agosto de 1      | 978-1401271572 |
| 4                                             | Running Scared                                | The Flash vol. 5 #23–27                                                                 | 136          | 2017 de noviembre de 21  | 978-1401274627 |
| 5                                             | Negative                                      | The Flash vol. 5 #28–32                                                                 | 128          | 2018 de marzo de 27      | 978-1401277277 |
| 6                                             | Cold Day in Hell                              | The Flash vol. 5 #34–38, Annual #1                                                      | 128          | 2018 de junio de 19      | 978-1401280789 |
| 7                                             | Perfect Storm                                 | The Flash vol. 5 #39–45                                                                 | 184          | 2018 de octubre de 2     | 978-1401284527 |
| 8                                             | Flash War                                     | The Flash vol. 5 #46–51, a story from Annual #1                                         | 160          | 2018 de diciembre de 18  | 978-1401283506 |
| 9                                             | Reckoning of the Forces                       | The Flash vol. 5 #52–57                                                                 | 160          | 2019 de abril de 2       | 978-1401288556 |
| 10                                            | Force Quest                                   | The Flash vol. 5 #58–63                                                                 | 144          | 2019 de septiembre de 24 | 978-1401291419 |
| 11                                            | The Greatest Trick of All                     | The Flash vol. 5 #66–69, Annual #2                                                      | 144          | 2020 de enero de 11      | 978-1779500328 |
|                                               | Year One                                      | The Flash vol. 5 #70–75                                                                 | 168          | 2019 de noviembre de 19  | 978-1401299347 |
| 12                                            | Death and the Speed Force                     | The Flash vol. 5 #76–81                                                                 | 144          | 2020 de junio de 9       | 978-1779503992 |
| 13                                            | Rogues Reign                                  | The Flash vol. 5 #82–87                                                                 | 152          | 2020 de noviembre de 17  | 978-1779505774 |
| 14                                            | The Flash Age                                 | The Flash vol. 5 #88, #750–755, Annual #3                                               | 216          | 1                        | 978-1779509239 |
| 15                                            | Finish Line                                   | The Flash #756–762                                                                      | 168          | 2021 de octubre de 12    | 978-1779513168 |
| 16                                            | Wally West Returns                            | The Flash #763–771, 2021 Annual #1                                                      | 280          | 2022 de junio de 26      | 978-1779515360 |
| 17                                            | Eclipsed                                      | The Flash #772-779                                                                      | 216          | 2022 de diciembre de 20  | 978-1779517449 |
| Deluxe Tapa dura                              |                                               |                                                                                         |              |                          |                |
| Batman/The Flash: The Button                  | Batman/The Flash: The Button                  | The Flash vol. 5 #21–22, Batman vol. 3 #21–22                                           | 104          | 2017 de octubre de 17    | 978-1401276447 |
| Heroes In Crisis: The Price and Other Stories | Heroes In Crisis: The Price and Other Stories | The Flash vol. 5 #64–65, Annual #2, Batman vol. 3 #64–65, Green Arrow vol. 6 #45, 48–50 | 248          | 2019 de octubre de 9     | 978-1401299644 |
| The Rebirth Deluxe Edition Book 1             | The Rebirth Deluxe Edition Book 1             | The Flash: Rebirth #1, #1–13                                                            | 336          | 2017 de agosto de 1      | 978-1401271589 |
| The Rebirth Deluxe Edition Book 2             | The Rebirth Deluxe Edition Book 2             | The Flash vol. 5 #14–27                                                                 | 244          | 2018 de mayo de 1        | 978-1401278427 |
| The Rebirth Deluxe Edition Book 3             | The Rebirth Deluxe Edition Book 3             | The Flash vol. 5 #28–38, Annual #1, DC Universe Holiday Special #1                      | 264          | 2018 de octubre de 2     | 978-1401281403 |
| The Rebirth Deluxe Edition Book 4             | The Rebirth Deluxe Edition Book 4             | The Flash vol. 5 #28–38                                                                 | 352          | Canceled                 | 978-1401289393 |

| Título                                                           | Material recogido | Páginas | Fecha de publicación                                                 | ISBN                                                       |
| ---------------------------------------------------------------- | --- | ------- | -------------------------------------------------------------------- | ---------------------------------------------------------- |
| Las mejores historias flash jamás contadas                       | Flash Comics #1, 66, 86, Comic Cabalcade #24, Showcase #4, The Flash vol. 1 #107, 113, 119, 124–125, 137, 143, 148, 179, serie especial de DC #1, The Flash vol. 2 #2 | 288     | Tapa dura: 1990 de diciembre de 11 Tapa blanda : 1992 de abril de 21 | Tapa dura :978-0930289812 Tapa blanda :978-0930289843      |
| Flash: Las mejores historias jamás contadas                      | Flash Comics #86,104, Flash vol. 1 #123,155,165,179, serie especial de DC #11, The Flash vol. 2 #91 | 208     | 2007 de agosto de 15                                                 |                                                            |
| Flash: una celebración de 75 años                                | Flash Comics #1, 104, All-Flash #31, Showcase #4, The Flash vol. 1 #110, 123, 125, 174, 215, 233, 275, Superman #199, Crisis en tierras infinitas #8, The Flash vol. 2 #1, 0, 225, Secret Origins Annual #2, Flash: The Fastest Man Alive #1, Flash: Rebirth #1, Flashpoint #5, Flash vol. 3 #9 | 472     | 2015 de abril de 1                                                   |                                                            |
| The Flash: 80 años del hombre vivo más rápido La edición de lujo | Flash Comics #1, 89, 96, Showcase #4, The Flash vol. 1 #106, 110, 123, 155, 275, 300, The Flash vol. 2 # 54, 91, 133, 182, Flash vol. 4 #0, DC Holiday Special 2017 "Esperanza para las fiestas", The Flash Giant vol. 1 #2, historia inédita "The Flash: Strange Confession"                   | 400     | 12 de noviembre de 2019                                              |                                                            |
| Flash Rogues: Capitán Frío                                       | Escaparate #8, The Flash vol. 1 #150, 297, Flash vol. 2 #28, 182, Flashpoint: Citizen Cold #1, Flash vol. 3 #6, 17 y archivos secretos Flash #3 | 160     | 2018 de agosto de 22                                                 |                                                            |
| Flash Rogues: Flash inverso                                      | El flash vol. 1 #139, 283, Flash vol. 2 #197, Flash vol.3 #8, Flash vol. 4 #23.2, Flash vol. 5 #25, batman vol. 3 #21, una entrada de Who's Who: The Definitive Directory of the DC Universe #19                                                                                                | 168     | 2019 de enero de 16                                                  |                                                            |
| superman contra El flash                                         | Superman #199, Flash vol. 1 #175, World's Finest Comics #198–199, DC Comics presenta #1–2 | 208     | 2005 de mayo de 1                                                    |                                                            |
| Mujer Maravilla: El Guepardo                                     | mujer maravilla vol. 1 #6 y 274–275, Wonder Woman vol. 2 #9 y 214, The Flash vol. 2 #219, Liga de la Justicia vol. 2 #13–14, Mujer Maravilla vol. 3 #23.1, Mujer Maravilla vol. 5 #8 | 216     | 2020 de marzo de 17                                                  |                                                            |
| Liga de la Justicia: Invierno sin fin                            | Liga de la Justicia: Invierno sin fin # 1–2, Flash vol. 1 #767, Superman: Endless Winter Special #1, Aquaman vol. 8 #66, Liga de la Justicia vol. 4 #58, Teen Titans: Endless Winter Special #1, Justice League Dark vol. 2 #29, Black Adam: especial de invierno sin fin #1                    | 232     | Tapa dura : 2021 de noviembre de 16                                  | Tapa dura :978-1779511539                                  |
| Historia de vida de Flash                                        | Novela gráfica original | 96      | Tapa dura : 1997 de octubre de 22 Tapa blanda: 1998 de agosto de 12  | Tapa dura :978-1563893650 Tapa blanda:978-1563893896       |
| Flash y Linterna Verde: el valiente y el audaz                   | Flash y Green Lantern: The Brave and the Bold #1–6 | 144     | Tapa blanda: 2001 de marzo de 21 Edición de lujo: 2019 de abril de 9 | tapa blanda :978-1563897085 Edición de lujo:978-1401288136 |
| Flash: Mercurio cayendo                                          | Impulso #62–67 | 144     | 2009 de mayo de 6                                                    |                                                            |
| Flash: temporada cero                                            | Flash: temporada cero #1–12 | 264     | 2015 de septiembre de 16                                             |                                                            |

### Otras colecciones
| Título                                                           | Material recogido | Páginas | Fecha de publicación                                                 | ISBN                                                       |
| ---------------------------------------------------------------- | --- | ------- | -------------------------------------------------------------------- | ---------------------------------------------------------- |
| Las mejores historias flash jamás contadas                       | Flash Comics #1, 66, 86, Comic Cabalcade #24, Showcase #4, The Flash vol. 1 #107, 113, 119, 124–125, 137, 143, 148, 179, serie especial de DC #1, The Flash vol. 2 #2 | 288     | Tapa dura: 1990 de diciembre de 11 Tapa blanda : 1992 de abril de 21 | Tapa dura :978-0930289812 Tapa blanda :978-0930289843      |
| Flash: Las mejores historias jamás contadas                      | Flash Comics #86,104, Flash vol. 1 #123,155,165,179, serie especial de DC #11, The Flash vol. 2 #91 | 208     | 2007 de agosto de 15                                                 |                                                            |
| Flash: una celebración de 75 años                                | Flash Comics #1, 104, All-Flash #31, Showcase #4, The Flash vol. 1 #110, 123, 125, 174, 215, 233, 275, Superman #199, Crisis en tierras infinitas #8, The Flash vol. 2 #1, 0, 225, Secret Origins Annual #2, Flash: The Fastest Man Alive #1, Flash: Rebirth #1, Flashpoint #5, Flash vol. 3 #9 | 472     | 2015 de abril de 1                                                   |                                                            |
| The Flash: 80 años del hombre vivo más rápido La edición de lujo | Flash Comics #1, 89, 96, Showcase #4, The Flash vol. 1 #106, 110, 123, 155, 275, 300, The Flash vol. 2 # 54, 91, 133, 182, Flash vol. 4 #0, DC Holiday Special 2017 "Esperanza para las fiestas", The Flash Giant vol. 1 #2, historia inédita "The Flash: Strange Confession"                   | 400     | 12 de noviembre de 2019                                              |                                                            |
| Flash Rogues: Capitán Frío                                       | Escaparate #8, The Flash vol. 1 #150, 297, Flash vol. 2 #28, 182, Flashpoint: Citizen Cold #1, Flash vol. 3 #6, 17 y archivos secretos Flash #3 | 160     | 2018 de agosto de 22                                                 |                                                            |
| Flash Rogues: Flash inverso                                      | El flash vol. 1 #139, 283, Flash vol. 2 #197, Flash vol.3 #8, Flash vol. 4 #23.2, Flash vol. 5 #25, batman vol. 3 #21, una entrada de Who's Who: The Definitive Directory of the DC Universe #19                                                                                                | 168     | 2019 de enero de 16                                                  |                                                            |
| superman contra El flash                                         | Superman #199, Flash vol. 1 #175, World's Finest Comics #198–199, DC Comics presenta #1–2 | 208     | 2005 de mayo de 1                                                    |                                                            |
| Mujer Maravilla: El Guepardo                                     | mujer maravilla vol. 1 #6 y 274–275, Wonder Woman vol. 2 #9 y 214, The Flash vol. 2 #219, Liga de la Justicia vol. 2 #13–14, Mujer Maravilla vol. 3 #23.1, Mujer Maravilla vol. 5 #8 | 216     | 2020 de marzo de 17                                                  |                                                            |
| Liga de la Justicia: Invierno sin fin                            | Liga de la Justicia: Invierno sin fin # 1–2, Flash vol. 1 #767, Superman: Endless Winter Special #1, Aquaman vol. 8 #66, Liga de la Justicia vol. 4 #58, Teen Titans: Endless Winter Special #1, Justice League Dark vol. 2 #29, Black Adam: especial de invierno sin fin #1                    | 232     | Tapa dura : 2021 de noviembre de 16                                  | Tapa dura :978-1779511539                                  |
| Historia de vida de Flash                                        | Novela gráfica original | 96      | Tapa dura : 1997 de octubre de 22 Tapa blanda: 1998 de agosto de 12  | Tapa dura :978-1563893650 Tapa blanda:978-1563893896       |
| Flash y Linterna Verde: el valiente y el audaz                   | Flash y Green Lantern: The Brave and the Bold #1–6 | 144     | Tapa blanda: 2001 de marzo de 21 Edición de lujo: 2019 de abril de 9 | tapa blanda :978-1563897085 Edición de lujo:978-1401288136 |
| Flash: Mercurio cayendo                                          | Impulso #62–67 | 144     | 2009 de mayo de 6                                                    |                                                            |
| Flash: temporada cero                                            | Flash: temporada cero #1–12 | 264     | 2015 de septiembre de 16                                             |                                                            |